# Shuto Kojima
Shuto Kojima (小島 秀仁, Kojima Shuto) est un footballeur japonais né le 30 juillet 1992 à Nogi. Il évolue au poste de milieu défensif.

## Biographie
Avec l'équipe du Japon des moins de 17 ans, il participe à la Coupe du monde des moins de 17 ans 2009 organisée au Nigeria. Lors du mondial junior, il joue trois matchs : contre le Brésil, la Suisse, et le Mexique. Il inscrit un but contre la Suisse.
Avec le club des Urawa Red Diamonds, il joue un match en Ligue des champions d'Asie, et 30 matchs en première division japonaise.